# Commanderie hospitalière de Kolossi
La commanderie de Kolossi (ou château de Kolóssi) est une forteresse situé à Chypre.

## Situation
Il se trouve à proximité de la cité de Limassol, sur l'île de Chypre. Il avait une grande importance stratégique et abritait une fabrique de sucre, une des principales exportations de Chypre au Moyen Âge.

## Historique
Acquise avant 1210 la forteresse est acquise par les Hospitaliers de l'ordre de Saint-Jean de Jérusalem. En septembre 1210, les terres environnantes et le casal de Kolossi, voisin de la forteresse, sont donnés par le roi Hugues Ier de Chypre aux Hospitaliers. La forteresse connue deux assauts des mamelouks en 1426 et 1434. Il devient le siège de la commanderie hospitalière, après la chute de Saint-Jean-d'Acre en 1291.
Le château actuel a été reconstruit en 1454 par les Hospitaliers à l'initiative du grand commandeur Louis de Magnac. À la fin du XVe siècle, la commanderie de Kolossi fut perdu par les Hospitaliers qui fut donnée à la famille des Corner.

## Description
Les murs de 3 mètres d'épaisseur forment un carré de 21 mètres de côté par 29 mètres de haut. Les armes du grand maître Jean de Lastic sont visibles sur le mur oriental. Elles sont aussi en présence de son successeur Jacques de Milly et possiblement celles de Louis de Magnac.

## Sources
Nicole Bériou (dir. et rédacteur), Philippe Josserand (dir.) et al. (préf. Anthony Luttrel & Alain Demurger), Prier et combattre : Dictionnaire européen des ordres militaires au Moyen Âge, Fayard, 2009, 1029 p. (ISBN 978-2-2136-2720-5, présentation en ligne).